# M.O.M.: Mothers of Monsters
M.O.M.: Mothers of Monsters è un film del 2020 diretto da Tucia Lyman.

## Trama
Sospettando che il figlio adolescente stia pianificando una sparatoria a scuola, una donna installa un elaborato sistema di telecamere spia nella propria casa. I video che avrà modo di vedere non faranno che confermare le sue peggiori paure...